# Anime

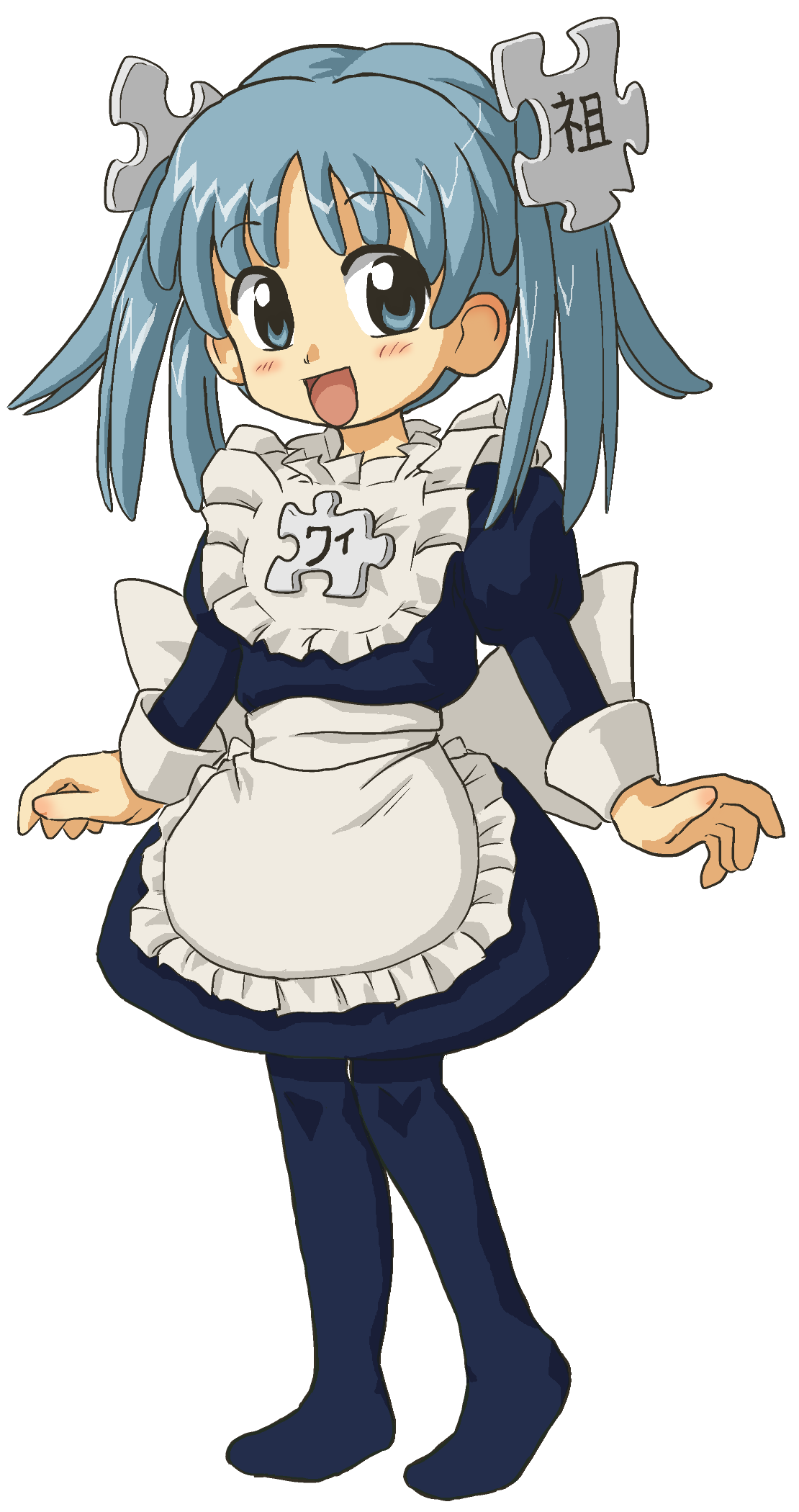
Wikipe-tan, en inofficiell Wikipedia-maskot som tecknas i en stil som ofta används i anime.

Anime är det vardagliga japanska ordet för animerad film (japansk konststil). Det japanska ordet anime är en förkortning av animēshon (katakana アニメーション), som är inlånat från engelskans animation. Utanför Japan används uttrycket specifikt för att beteckna animerad film från Japan, särskilt sådan som är tecknad i en förenklad stil vanlig inom manga.
Det förekommer också att anime används som samlingsnamn för tecknade filmer i mangastil, oavsett om de kommer från Japan eller andra (asiatiska) länder.
Tidig anime gjordes i första hand för den japanska marknaden och innehöll därför många specifikt japanska kulturella referenser. De stora ögonen hos de flesta animefigurer betraktas i Japan som mångfasetterade "ögon till själen". Det mesta av anime är eller har varit riktad till barn eller ungdomar, men allt mer, inte minst TV-anime, produceras för en vuxnare publik och med motsvarande tematik. Modern anime tog sin början 1912 och etablerade sig på allvar 1981, i samband med skapandet av Osamu Tezukas Mushi Production.

## Historik

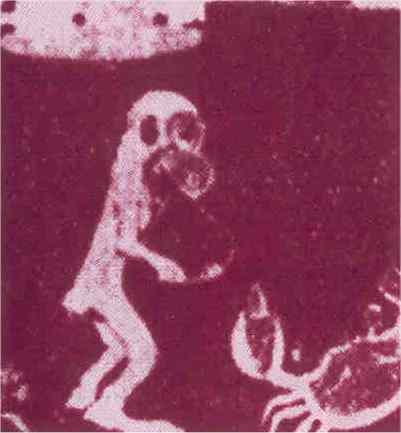
Bild från 1917 års Saru to kani no kassen ("Matchen mellan apan och krabban") av Seitaro Kitayama.

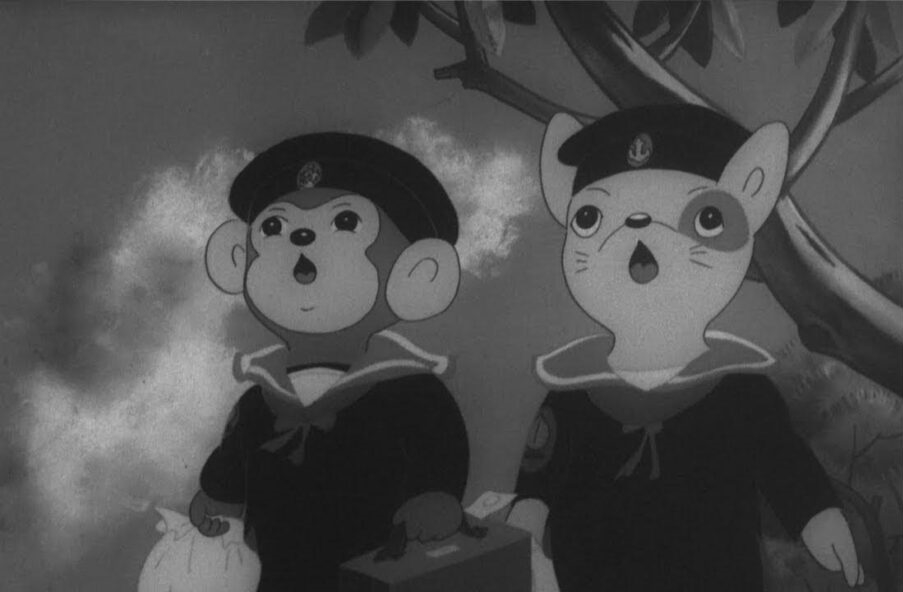
Bild från Mitsuyo Seos Momotarō: Umi no shinpei ("Momotarōs heliga sjökrigare"), den första tecknade japanska långfilmen. Filmen producerades under 1944 och hade premiär april 1945.

Anime uppstod som en parallell inom filmen till manga, som är japanska tecknade serier för barn och ungdomar. De första animeproduktionerna daterar sig till 1910-talets slut, men produktionen av animerad film tog fart på allvar först på 1960-talet. På 1970-talet vann den popularitet utomlands, främst i Frankrike och Italien. Även om barn och ungdomar alltid har varit huvudmålgruppen för animeindustrin som helhet, är det ändå en ganska stor del av utbudet som även eller uteslutande riktat sig till vuxna. Denna sida av animen har inte förrän under 1990-talet vunnit spridning utanför Asien. En svensk publik kom för första gången i kontakt med vuxenanime genom brittiska Manga Video, vilket gav upphov till uttrycket "mangafilm". Manga-eiga ("manga-film") var i Japan den motsvarande benämningen fram till 1980-talet, då termen "anime" myntades. En annan tidigare västerländsk benämning för anime var japanimation.
Animes vida genrespridning i jämförelse med annan animation har sina motsvarigheter inom manga. Animes särdrag och popularitet i västerlandet de senaste årtiondena har också sina rötter i japansk kultur rent generellt. Enligt forskaren Susan Napier går inte alltid västerländsk genreunderhållning hem i Japan, ett land där exempelvis Dallas betraktats som "främmande" och präglad av tvådimensionella rollgestaltningar. Animefigurers ofta mer komplexa personligheter har både lockat och fascinerat västerländska tittare genom de allmänmänskliga drag som de visar upp, enligt Napier.

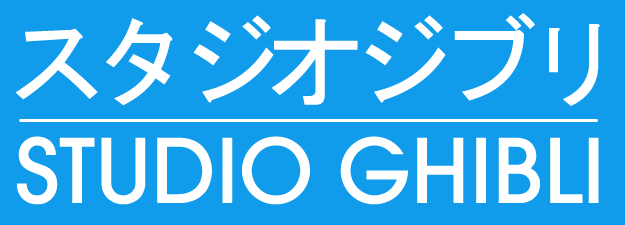
Studio Ghibli är dagens mest framgångsrika japanska animationsstudio.

En enskild animationsstudio som har betytt mycket för animes utbredning i väst är Studio Ghibli. Studions filmer Spirited Away, Princess Mononoke, Det levande slottet, Min granne Totoro med flera har blivit mycket uppmärksammade och prisbelönta både i Europa och USA.

## Produktionstyper och begrepp
Anime produceras och publiceras på flera sätt i Japan. Majoriteten av all anime består av TV-serier som vid något tillfälle sänds i japansk TV. Dessa är vanligen 13, 26, 52 eller 104 avsnitt långa, eftersom serierna sänds med ett avsnitt per vecka i kortare eller längre omgångar. Serier (oftast kortare och med högre budget per avsnitt) som går direkt till video och DVD (och ibland visas på särskilda biografer) kallas OVA (Original Video Animation) eller OAV (Original Animated Video). Det finns ingen given väg för anime; en OVA bli en TV-serie eller långfilm, men på samma sätt kan en TV-serie följas upp av en OVA.
Anime-terminologin skiljer sig på ett avgörande sätt från den rörande övrig film, eftersom den ofta innehåller specifika japanska uttryck. En röstskådespelare kan till exempel kallas för seiyū, och en sjukligt intresserad animefantast för otaku. Dessa ord används parallellt med de motsvarande benämningarna på svenska.
En mängd olika yrkesroller har utarbetats inom anime.

## Genrer
Anime delas ofta upp enligt olika genrer, baserade på innehåll eller målgrupp. Den senare uppdelningen har sin motsvarighet i mangavärlden, där en manga får sin klassificering efter målgruppen för tidningen som den först publicerades i. Nedan listas ett antal vanliga animegenrer med kortare beskrivningar.

### Målgruppsgenrer

#### Kodomo

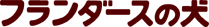
Isao Takahatas Flandars no inu ("Hunden från Flandern") är av många stora barnanimeproduktioner från 1970-talet.

Detta (hiragana: こども, kanji: 子供) är det japanska ordet för (mindre) "barn". De här serierna och filmerna är, som namnet betonar, mest gjorda för (mindre) barn. Det gäller då barn i största allmänhet, pojkar som flickor och oberoende av social tillhörighet.
Exempel på anime inom denna genre är Pokémon, Cory i Vita huset och Hamtaro.

#### Shōjo
Shōjo (hiragana: しょうじょ, kanji: 少女, även skrivet shoujo eller shojo) betyder "ung kvinna", och denna anime riktas till unga kvinnor eller flickor.
På senare tid har genren fått en bredare publik. Inte bara unga kvinnor ser på dessa, utan även andra grupper utanför genrens gränser har sökt sig hit. En shōjo-anime som har sänts i Sverige är serien Sailor Moon. Den är en serie främst för barn, men har även fått äldre tittare, och flickor 8–18 år sägs ha varit de genomsnittliga tittarna.
Bland subgenrer inom den här genren finns bland annat mahō shōjo ("mahou shoujo") – magisk flicka på svenska. Genrens huvudfokus ligger främst på dialog, känslor, romantik, relationer och handling, mer än på strider. Serierna tar också upp ämnen som är känslosamma, och ibland förekommer det tragiska och sorgliga händelser som skapar en fördjupning i berättandet.
Exempel på anime inom denna genre är Sailor Moon, Cardcaptor Sakura, Candy candy, Sandy Bell, D.N. Angel, Lady Georgie, Fruits Basket och Kimi ni Todoke.

#### Josei
Josei (hiragana: じょせい, kanji: 女性) betyder "kvinna", och begreppet används för anime eller manga riktat speciellt till kvinnor. En stor del av genren (som inte är särskilt spridd i väst) sammanfaller med yaoi eller shōnen-ai, men det finns också en del mer realistiska historier omkring livet hos hemmafruar, familjen, unga mödrar eller dylikt.
Exempel: Paradise Kiss och Honey and Clover.

#### Shōnen
Ordet (hiragana: しょうねん, kanji: 少年, även skrivet shounen eller shonen) betyder "ung pojke", vilket syftar på den tänkta målgruppen. Serierna innehåller mycket action och humor, och målgruppsinriktningen är primärt 8–18 år. Detta är den form av anime som är vanligast i utgivningen i Europa och USA, eftersom klientelet för tecknade serier där mest består av unga och eftersom den kulturella skillnaden då inte blir lika tydlig som i mycken shōjo. Killarnas (shōnen) anime handlar framför allt om strider, vapen och konkurrens.
Exempel på anime inom denna genre: One Piece (1997–), Flame of Recca, Dragon Ball (1984–1995), Naruto (1999–2014), Photon, Silver Fang, Shaman King, Demon Slayer och Jujutsu Kaisen.

#### Seinen
Seinen (hiragana: せいねん, kanji: 青年) betyder bokstavligen "ung man". Genren riktar sig till män över 18 år, ofta i högskoleålder, och beteckningen beskriver inte innehållet eller handlingen utan åldern på huvudmålgruppen. Det är ett större fokus på handlingen, och därmed mindre action-orienterat. Karaktärer och deras interagerande med varandra är ofta mera framträdande än i shōnen. Seinen misstas ibland för shōjo, då seinen är mindre välkänt utanför Japan, utifrån förekomsten av karaktärsutveckling, interpersonella relationer och även romantiska handlingar. Seinen behandlar dock dessa ämnen med större realism än shōjo. Medan shōjo kan förmedla en idealiserad bild av en kärlekshistoria tenderar seinen att innehålla fler gråzoner och osäkerheter avseende det praktiska inslaget av att ge och ta i en relation.
Seinen är generellt sett mer fokuserad på realism, och många mindre händelser behandlas ofta på ett sätt som bidrar till känslan av realism. Även fantasy-element behandlas med en känsla av "realistisk logik". Det ovan nämnda är dock generaliseringar avseende genren. Även en seinen som inte innehåller något av det nu nämnda kan vara en seinen, så länge som den huvudsakliga målgruppen var män.
Exempel på anime inom denna genre: Kodomo no jikan

### Innehållsgenrer

#### Science fiction och fantasy
Denna ofta starkt icke-realistiska anime med utgångspunkt från science fiction (SF) eller fantasy har blivit väl spridd, delvis för att animeringstekniken lämpar sig för sådana film- och TV-produktioner. Specialeffekter smälter lätt in i miljön på ett mer naturligt sätt. Dessa genrer är dessutom billigare att framställa än i spelfilm, då de här kan tillåtas vara mer stiliserade. Redan Leiji Matsumotos filmer och TV-serier om rymdkryssaren Yamato (TV-serie) (1974–) och Ginga tetsudou three-nine ("Galaxy Express 999", 1978–) utspelade sig i yttre rymden och en fjärran framtid. Matsumoto är även känd för dagens svenska publik för att han gjorde musikvideorna – även dessa med SF-tema – till den franska houseduon Daft Punks skiva Discovery. Videorna samlades år 2003 till en film med titeln Interstella 5555.
Anime fick sitt internationella genombrott mycket tack vare 1988 års Akira. Filmen regisserades av Katsuhiro Ōtomo och porträtterar ett dystopiskt framtida samhälle i en stil som kännetecknar cyberpunken. När Ōtomo efter nio års arbete år 2004 släppte sitt nästa alster, Steamboy, hade cyberpunken bytts mot steampunk i ett fiktivt viktorianskt England.

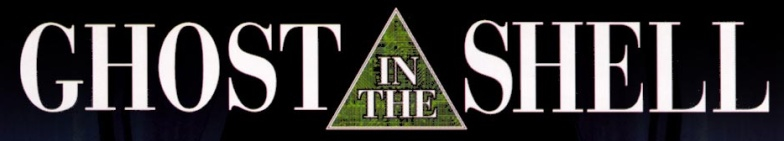
Mamoru Oshiis Kōkaku kidōtai är i väst mer känd under titeln Ghost in the Shell.

I samma fåra som Akira ligger däremot Mamoru Oshiis Kōkaku kidōtai (ungefär "Mobila Bepansrade Upploppspolisen"; engelsk titel Ghost in the Shell) från 1995, vilken 2004 följdes av Innocence. 2002 gjordes även en TV-serie (titlad Ghost in the Shell: Stand Alone Complex) av konceptet, men denna är inte kopplad till något annat Oshii-verk utan följer sin egen linje. Denna serie följdes dock av en andra säsong (Ghost in the Shell: S.A.C. 2nd GIG) och därefter en film (Ghost in the Shell: S.A.C. Solid State Society) som hade sin premiär på japansk TV år 2006. Både serien och filmen skrevs och regisserades av Kenji Kamiyama.
Inom science fiction-genren förtjänar även TV-serien Cowboy Bebop från 1998 av Shin'ichirō Watanabe att nämnas. Samurai Champloo, ett slags uppföljare till Cowboy Bebop (fast förlagd till Edo-periodens Japan med ett soundtrack av hiphop istället för jazz) började sändas 2004.
Rymdoperaserien Ginga eiyū densetsu (Legend of the Galactic Heroes, 1982–2000), som bygger på en bokserie av Yoshiki Tanaka, förtjänar ett omnämnande som den längsta OVA-serien någonsin. Den består sammanlagt av 162 avsnitt och tre långfilmer. Dessutom har den rekordet på flest medverkande röstskådespelare i en animeserie.
Fantasygenren har inte lett till lika många namnkunniga animeproduktioner som science fiction, även om Dungeons & Dragons-avkomman Lodoss–tou senki (Record of Lodoss War, 1990) och de därpå parodiska Slayers-serierna (1995–) kanske kan få tjäna som exempel.
Övriga framstående verk inom genren inkluderar bland annat Berserk, Elfen Lied, Hellsing, Last Exile, Witch Hunter Robin och Wolf's Rain.

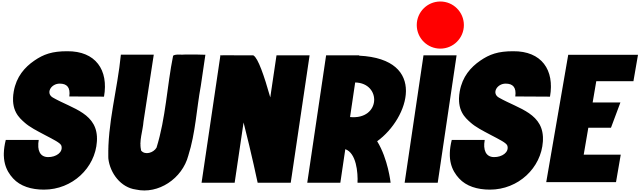
Animationsstudion Sunrise, har bland annat producerat Mobile Suit Gundam.

Hideaki Anno regisserade 1995 års psykologiska mecha-serie Neon Genesis Evangelion.

#### Mecha
Ordet (katakana: メカ) kommer ursprungligen från engelskans "mechanical". Detta är en av de populäraste genrerna inom anime. Ordet används i Japan för allt mekaniskt, och inom anime motsvaras det mest av stora robotar som är en form av "robotdräkter" som människor kan styra inifrån. Olika former av "mecha" (termen är vanligare utanför än i Japan) kan sägas utgöra en helt egen genre inom anime, med Gundam och Macross som två huvudtitlar. Båda har till dags dato vardera ett halvdussin serier i bagaget.
De klassiska exemplen är Mobile Suit Gundam och Mazinger Z. Nämnas kan även Full Metal Panic.
Den modernare nytändningen för genren var 1995 års Neon Genesis Evangelion regisserad av Hideaki Anno. Genren fördes här till ett djupare, mer psykologiskt plan, förbi de annars allestädes närvarande mechastriderna. 2007 kom serien Code Geass, vilken förde mecha-animen till en ny nivå med mer psykologi och drama. Den producerades av studion Sunrise, som mest är kända för att ha legat bakom Mobile Suit Gundam.

#### Humoristisk anime
I animekomedier är som regel fantasyinslaget mindre än i äventyrsbetonad anime. Den typiskt skruvade japanska humorn tenderar dock att göra avkall på en del av realismen. Har finns bland andra 1998 års visuellt originella Kareshi kanojo no jijō ("Pojkvännens och flickvännens omständigheter", av ovannämnde Hideaki Anno) och Azumanga daiō.
I ännu extremare fall skruvas handlingen bortom det följbaras gräns, där oförklarliga och oprovocerade händelser och utfall från figurernas sida blir regel och naturlagarna upphävs. Dessa extremfall benämns ibland bakaanime eller "idiotanime". Exempel på bakaanime är Excel Saga, FLCL ("Furi kuri") och Janguru wa itsumo hare nochi Gū (ungefär "Djungeln var så vacker, sedan kom Guu").

#### Realistisk anime
Socialrealism är ovanligt inom anime i likhet med inom annan animation, men filmen Tokyo Godfathers liksom vissa verk av Isao Takahata och Mamoru Oshii kan nämnas. Många produktioner utan fantasyinslag går dock att finna, och ofta är dessa historiskt förlagda. Den klassiska Versailles no bara ("Versailles' ros") från 1979 i regi av Osamu Dezaki utspelar sig under franska revolutionen vid hovet runt Marie-Antoinette. Samurajserier finns det många av, exempelvis Rurōni Kenshin (1996) och Shura no Toki (2004).
Romantikfilmen 5 Centimeters Per Second från 2007 och thrillerserien Noir från 2001 är exempel på icke-historiska verk i genren.

#### Pornografisk anime (hentai)

Den latinska bokstaven H – som i hentai – uttalas på japansk engelska "ecchi".

Rent pornografisk anime kallas för hentai (hiragana: へんたい, kanji: 変体). När brittiska Manga Video på 1990-talet började importera anime för vuxenpublik till väst var det ofta de mest våldsamma och pornografiska titlarna som det lades fokus på. Detta bidrog till en ensidig syn på anime bland de oinsatta.  Urotsukidoji blev ett i väst välkänt exempel i genren.
Ordet "hentai" betyder egentligen "abnormalitet", "pervers" eller "konstig" på japanska, men begreppet används utanför Japan för att beteckna pornografi i manga- och animeform. Det besläktade uttrycket "ecchi" (motsvarar engelskt uttal av H som ”hentai”) betecknar, utanför Japan, inslag av sexuell humor utan sexuella handlingar. Även anime med stora mängder nakenhet, utan sexuella handlingar, kan betecknas som ecchi, utanför Japan. Förekomsten av enskilda sexuella scener gör inte en ecchi till hentai.
"Fan service" är ett uttryck som kan beteckna inkluderandet av något utan direkt koppling till berättelsen eller karaktären i syfte till att tillfredsställa tittarna (eller läsarna). Den vanligaste formen av fan service är att inkludera scener med lättklädda, eventuellt poserande kvinnor, eller andra likvärdiga inslag (exempelvis kameravinkel som visar en karaktärs underkläder när denna bär kjol). Anime och manga som är avsedd för kvinnliga tittare eller läsare innehåller även fan service-scener med manliga karaktärer. Fan service måste dock inte vara sexuellt laddad, utan kan även avse detaljerade mecha-transformeringsscener, insatta maskotar, med mera.

### Övriga genrer
Nästan varje genre inom spelfilm och dito TV-produktion är representerad inom anime. Det finns serier som fokuserar på idrott, på religion och såpoperor. Det finns även animerade matlagningsprogram.

### Stildrag

#### Chibi
"Chibi" är inte någon genre utan en förkortning på en stil inom anime och manga. Stilen heter på engelska "Super deformed" (SD). Detta kännetecknas genom små animefigurer som är ihoptryckta för att se gulliga ut. De är oftast är små och knubbiga, med korta armar och ben och större huvuden. Denna form förekommer främst i komedier eller när det ska vara lite roligt. Även i barnanime finns de med. Denna stil används mest när figurerna får en extra stark känsla, som när de blir överdrivet glada eller överdrivet ledsna. I dessa sammanhang kan det också förekomma en hel del hjärtan, blommor, tårar med mera.

## Internationell distribution

### Anime i Sverige

Pokemon är en av alla tiders största japanska animationsexporter, bland annat till Sverige.

Tillgången på anime i Sverige är fortfarande väldigt begränsad, och ett fåtal serier (främst riktade till barn) har sänts i svensk television. Under 1980-talet gavs serier som Starzinger, Silver Fang, Robotech och Cobra ut på VHS, och under 1990- och 00-talet sändes serier som Sailor Moon, Pokémon, Digimon och Yu-Gi-Oh! på TV. I december 2004 började SVT:s Barnkanalen sända Cardcaptor Sakura med svensk text och japanskt tal. Även utbudet av importerade DVD:er har stadigt ökat. Sedan början av 2007 sände ZTV animeserier under vissa vardagskvällar. TV4 Science Fiction har i flera omgångar visat Neon Genesis Evangelion.

### Anime på Internet
Under senare år har det blivit all vanligare med så kallade fansubs. Dessa produceras på fritidsbasis av mindre grupper som sätter undertexter (oftast på engelska) på animeserier som sänts och sänds i Japan, och serierna sprids sedan via fildelningsprogram som Direct Connect och BitTorrent. Det här har gett även tittare utanför Japan möjlighet att med kort fördröjning följa många nya animeserier och möjligen också ökat intresset för anime i framför allt USA och Europa. Verksamheten i sig är dock olaglig, eftersom serierna skyddas av de internationella upphovsrättslagarna i Bernkonventionen.
Anime distribueras numera (2021) även lagligt över Internet, via webbplatser för strömmande media som Crunchyroll Anime On Demand. Även traditionella streamingtjänster som Netflix och Amazon Prime strömmar anime.
Anime på svenska
| Fullständig titel | Utgivare                                 | Utgivningsår | Tal och text                             |
| --- | ---------------------------------------- | ------------ | ---------------------------------------- |
| Akira (JP: アキラ) — TMS, 1988 — ANN                                                                                      |                                          |              |                                          |
| Akira | Emina                                    | 2003?        | Japanskt & engelskt tal, Svensk text     |
| Appleseed (JP: アップルシード) — Digital Frontier / Micott & Basara, 2004 — ANN                                           |                                          |              |                                          |
| Appleseed | Ozon Media AB                            |              | Japanskt & engelskt tal, svensk text     |
| Armitage III (JP: アミテージ・ザ・サード) — AIC, 1995 — ANN                                                               |                                          |              |                                          |
| Armitage III - Del 1 Electro Blood                                                                                        | Wendros AB                               | 1997         | Svenskt text, japanskt tal               |
| Armitage III - Del 2 Flesh & Stone                                                                                        | Wendros AB                               | 1997         | Svenskt text, japanskt tal               |
| Balatack (JP: 超人戦隊バラタック) — Toei Animation, 1977 — ANN                                                            |                                          |              |                                          |
| Balatack | Cartoon                                  |              | Svenskt tal                              |
| Balatack 2 Kampen Fortsätter                                                                                              | Cartoon                                  |              | Svenskt tal                              |
| Beautiful Dreamer (JP: うる星やつら２ ビューティフル・ドリーマ) — Kitty Films / TOHO, 1984 — ANN                          |                                          |              |                                          |
| 4-tal i animé | Ozon Media AB / Sandrew Metronome        |              | Japanskt tal, svensk text                |
| Belle och Sebastian (JP: 名犬ジョリィ) — Toho Company, 1981 — ANN                                                         |                                          |              |                                          |
| Belle & Sebastian | Cartoon                                  |              |                                          |
| Belle & Sebastian 2 | Cartoon                                  |              | Svenskt tal                              |
| Belle & Sebastian 3 | Cartoon                                  |              | Svenskt tal, svensk text                 |
| Belle & Sebastian | Cartoon / Wendros AB                     |              | Svenskt tal                              |
| Berserk (JP: 剣風伝奇ベルセルク) — OLM inc., 1998 — ANN                                                                   |                                          |              |                                          |
| Berserk 1: Stridsrop | Ozon Media AB / Audvid AB                | 2006         | Japanskt tal, svensk text                |
| Berserk 3: Resa utan återvändo                                                                                            | Ozon Media AB / Audvid AB                | 2007         | Japanskt tal, svensk text                |
| Berserk 4: Djävulens advokat                                                                                              | Ozon Media AB                            | 2007         | Japanskt tal, svensk text                |
| Berserk 5: Uppgörelsen | Ozon Media AB                            | 2007         | Japanskt tal, svensk text                |
| Berserk 6: Guds hand | Ozon Media AB                            | 2007         | Japanskt tal, svensk text                |
| Berserk - Boxset | Ozon Media AB / Audvid AB                | 2007         | Japanskt tal, svensk text                |
| Manga Mania, Hela avsnitt av Ragnarök, Fruits Basket, Berserk och Silver Fang                                             | Noble Entertainment / Audvid AB          |              | Japanskt tal, Svensk text?               |
| Beyblade (JP: 爆転シュート ベイブレード) — Madhouse, 2001 — ANN                                                           |                                          |              |                                          |
| Beyblade 1 - Let it rip!                                                                                                  | K. E Media / Nelvana / Barnens Favoriter |              | Svenskt tal                              |
| Beyblade 2 - Let it rip!                                                                                                  | K. E Media / Nelvana / Barnens Favoriter |              | Svenskt tal                              |
| Beyblade 3 - Let it rip!                                                                                                  | K. E Media / Nelvana / Barnens Favoriter |              | Svenskt tal                              |
| Beyblade 4 - Let it rip!                                                                                                  | K. E Media / Nelvana / Barnens Favoriter |              | Svenskt tal                              |
| Beyblade 5 - Dra igång!                                                                                                   | K. E Media / Nelvana / Barnens Favoriter |              | Svenskt tal                              |
| Beyblade 6 - Dra igång!                                                                                                   | K. E Media / Nelvana / Barnens Favoriter |              | Svenskt tal                              |
| Candy Candy (JP: キャンディ・キャンディ) — Toei, 1976 — ANN                                                               |                                          |              |                                          |
| Candy Candy 8 | Cartoon / Wendros AB                     |              | Svenskt tal                              |
| Candy Candy - Ponyhemmet                                                                                                  | Egmont Film / Ozon Entertainment         |              | Svenskt tal                              |
| Candy Candy Special (JP: キャンディ・キャンディ キャンディの夏休み) — Toei, 1978 — ANN                                    |                                          |              |                                          |
| Candy Candy Special | Cartoon / Ozon Entertainment             |              | Svenskt tal                              |
| Cobra (JP: スペースアドベンチャー コブラ) — TMS, 1982 — ANN                                                               |                                          |              |                                          |
| Cobra | Ozon Entertainment                       |              | Svenskt tal                              |
| Äventyraren Cobra | Ozon media AB                            |              | Svenskt tal                              |
| Cobra 4 | Wendros                                  |              | Svenskt tal                              |
| Cobra | Wendros                                  |              | Svenskt tal                              |
| Cobra Del 1 | Cartoon                                  |              |                                          |
| Cobra Del 2 | Cartoon                                  |              |                                          |
| Cobra Del 3: Slår Tillbaka                                                                                                | Cartoon                                  |              |                                          |
| Cobra | Zoron Media AB                           |              | Japanskt tal, Svensk text                |
| Cowboy Bebop The Movie (JP: カウボーイビバップ 天国の扉) — Bones, 2001 — ANN                                              |                                          |              |                                          |
| Cowboy Bebop The Movie | Columbia Tristar Home Entertainment      |              | Svensk text, japanskt tal                |
| Cyborg 009 (JP: サイボーグ009) — Toei Animation / Sunrise, 1979 — ANN                                                     |                                          |              |                                          |
| Cyborg 009: 1 + 2 Gudarnas Återkomst / De Sovande Jättarna                                                                | NM International                         |              | Svenskt tal                              |
| Cyborg 009: 3 + 4 Djävulen I Triumfbågen / Afrika Stjärna                                                                 | NM International                         |              | Svenskt tal                              |
| Cyborg 009: 5 + 6 Jätte! Sov I Legenden / Gudinnans Tårar                                                                 | NM International                         |              | Svenskt tal                              |
| Cyborg 009: 7 + 8 Gudarnas Fälla / Sound Of Love Violin                                                                   | NM International                         |              | Svenskt tal                              |
| 'Cyborg 009: 9 + 10 I den kosmiska träd byn / Vänskap i väster'                                                           | NM International                         |              | Svenskt tal                              |
| Cyborg 009: 11 + 12 Fantom Fuhrern / Låt Aldrig Stridsmaskinen Vara                                                       | NM International                         |              | Svenskt tal                              |
| Cyborg 009: 13 + 14 Mordet I Skuggan / En Pojke Från Atlantis                                                             | NM International                         |              | Svenskt tal                              |
| Cyborg 009: 15 + 16 Jätteödlor / Duellen i Westside                                                                       | NM International                         |              | Svenskt tal                              |
| Cyborg 009: 17 + 18 Stoppa Tragedin I Bulban / Vampyren I Hans Hjärta                                                     | NM International                         |              | Svenskt tal                              |
| Cyborg 009: 19 + 20 Det människoätande sagolandet / Olönsam kärlek                                                        | NM International                         |              | Svenskt tal                              |
| Cyborg 009: 19 + 20 Det människoätande sagolandet / Olönsam kärlek                                                        | Westcon Home Video                       |              | Svenskt tal                              |
| 'Cyborg 009: 21 + 22 Sov i evighet, Dinonix, dinosaurien / Det neosvarta spökets utmaning'                                | NM International                         |              | Svenskt tal                              |
| 'Cyborg 009: 21 + 22 Sov i evighet, Dinonix, dinosaurien / Det neosvarta spökets utmaning'                                | Westcon Home Video                       |              | Svenskt tal                              |
| 'Cyborg 009: 23 + 24 En desperat strid! Operation V2! / Skydda världsfredskonferensen'                                    | NM International                         |              | Svenskt tal                              |
| 'Cyborg 009: 23 + 24 En desperat strid! Operation V2! / Skydda världsfredskonferensen'                                    | Westcon Home Video                       |              | Svenskt tal                              |
| 'Cyborg 009: 25 + 26 Dr Gilmore, vår käre far / Förfölj vapenrutten'                                                      | NM International                         |              | Svenskt tal                              |
| 'Cyborg 009: 25 + 26 Dr Gilmore, vår käre far / Förföls vapenrutten'                                                      | Westcon Home Video                       |              | Svenskt tal                              |
| 'Cyborg 009: 27 + 28 Lev i evighet vackra prinsessa / Förstör Cyborgs kungarike'                                          | NM International                         |              | Svenskt tal                              |
| 'Cyborg 009: 29 + 30 Spring, Oskar! Spring för freden! / Joe! Var är din far!'                                            | NM International                         |              | Svenskt tal                              |
| 'Cyborg 009: 31 + 32 Mördarspark! Offer för ett desperat mord. / Älvans fälla, en luxlinje.'                              | NM International                         |              | Svenskt tal                              |
| Cyborg 009: 33 + 34 ???                                                                                                   | NM International                         |              | Svenskt tal                              |
| Cyborg 009: 35 + 36 Ett sorgligt minne från Cairn. / Striden på kasinot.                                                  | NM International                         |              | Svenskt tal                              |
| 'Cyborg 009: 37 + 38: Flykten från Djungeln / Lejonets rytande, alla bestars kung'                                        | NM International                         |              | Svenskt tal                              |
| 'Cyborg 009: Flykten från Djungeln / Lejonets rytande, alla bestars kung'                                                 | Westcon Home Video                       |              | Svenskt tal                              |
| 'Cyborg 009 39 + 40: Skåla för skinkan! / Mannen som satsade livet på hastighet'                                          | NM International                         |              | Svenskt tal                              |
| 'Cyborg 009: 41 + 42 Sorg bortom havet / Ivan söker efter sin far'                                                        | NM International                         |              | Svenskt tal                              |
| 'Cyborg 009 47 + 48: Mysteriet med fyrlingarna. Del 1 / Mysteriet med fyrlingarna. Del 2'                                 | NM International                         |              | Svenskt tal                              |
| 'Cyborg 009 47 + 48: Mysteriet med fyrlingarna. Del 1 / Mysteriet med fyrlingarna. Del 2'                                 | Westcon Home Video                       |              | Svenskt tal                              |
| 'Cyborg 009 49 + 50: Räna Shangrila projektet / En seger - vinsten över det neosvarta spöket'                             | NM International                         |              | Svenskt tal                              |
| D'Artakan (JP: ワンワン三銃士) — Nippon Animation, 1981 — ANN                                                             |                                          |              |                                          |
| D'Artakan 2: Kallduschar i Paris                                                                                          | Trefa Video                              |              | Svenskt tal                              |
| D-N-Angel (JP: ディー・エヌ・エンジェル) — Xebec, 2003 — ANN                                                              |                                          |              |                                          |
| Animefeber 2007 | Noble Entertainment                      | 2007         | Japanskt tal, Svensk text?               |
| D-N-Angel volume 3 | Noble Entertainment                      | 2007         | Japanskt tal, Svensk text                |
| D-N-Angel volume 5 | Noble Entertainment                      | 2007         | Japanskt tal, Svensk text                |
| D-N-Angel volume 6 | Noble Entertainment                      | 2007         | Japanskt tal, Svensk text                |
| Dagger of Kamui (JP: カムイの剣) — Madhouse, 1985 — ANN                                                                   |                                          |              |                                          |
| Dagger of Kamui | NM International                         |              |                                          |
| Dagger of Kamui | Westcon Home Video                       |              |                                          |
| Dancougar (JP: 超獣機神ダンクーガ ゴッド・ブレス・ダンクーガ) — Ashi Pro / Toho?, 1987 — ANN                              |                                          |              |                                          |
| Dancougar | Cartoon / Wendros AB                     |              | Svenskt tal, svenskt text                |
| God Bless Dan Cougar | Ozon Media AB                            |              | Svenskt tal                              |
| Darkside Blues (JP: ダークサイド・ブルース) — J.C.Staff, 1994 — ANN                                                       |                                          |              |                                          |
| 4-tal i animé | Ozon Media AB / Sandrew Metronome        |              | Japanskt tal, svensk text                |
| Dead Leaves (JP: デッド リーブス) — Production I.G, 2004 — ANN                                                            |                                          |              |                                          |
| Dead Leaves | Emina                                    |              | Japanskt & engelskt tal, svensk text     |
| Den lille krigaren (JP: 安寿と厨子王丸) — Toei Animation, 1961 — ANN                                                      |                                          |              |                                          |
| den lille krigaren | Baltic Film                              |              | Svenskt tal                              |
| Det blåser upp en vind (JP: 風立ちぬ) — Ghibli, 2013 — ANN                                                                |                                          |              |                                          |
| Det blåser upp en vind | Studio S / Triart Film                   | 2014-02-22   | Japanskt tal, svensk text                |
| Det Levande Slottet (JP: ハウルの動く城) — Ghibli, 2004 — ANN                                                             |                                          |              |                                          |
| Det Levande Slottet | Pan Vision                               | 2007         | Japanskt tal & Svenskt tal, Svensk text  |
| Djungelboken (JP: ジャングルブック 少年モーグリ) — Nippon Animation, 1989 — ANN                                           |                                          |              |                                          |
| Djungelboken | Videopocketklubben                       |              | Svenskt tal                              |
| Djungelboken | Wendros                                  |              | Svenskt tal                              |
| Djungelpatrullen (JP: ウリクペン救助隊) — Tatsunoko, 1974 — ANN                                                           |                                          |              |                                          |
| Djungel Patrullen - djungelns hjältar                                                                                     | Cartoon/Wendros                          | 1993         | Svenskt tal                              |
| Djungel Patrullen - De tre små grisarna                                                                                   | Cartoon/Wendros                          | 1993?        | Svenskt tal                              |
| Djurgården (JP: げらげらブース物語) — TV Tokyo / Telescreen / Telecable Benelux B.V. / Cosmos Studio, 1987 — ANN          |                                          |              |                                          |
| Djur Gården - Livet på landet                                                                                             | Cartoon/Wendros                          | 1990         | Svenskt tal                              |
| Djur-Gården | Cartoon                                  |              | Svenskt tal                              |
| Djur Gården - Fiska eller bli fiskad                                                                                      | Cartoon/Wendros                          |              | Svenskt tal                              |
| Dracula (JP: 闇の帝王・吸血鬼ドラキュラ) — Toei Animation, 1980 — ANN                                                     |                                          |              |                                          |
| Dracula | Wendros                                  |              | Svenskt tal                              |
| Dracula | Wendros                                  |              | Svenskt tal                              |
| Eldflugornas Grav (JP: 火垂るの墓) — Ghibli, 1988 — ANN                                                                   |                                          |              |                                          |
| Eldflugornas Grav | Ozon Media AB                            |              | Japanskt tal & engelskt tal, svensk text |
| Frankensteins monster (JP: 恐怖伝説 怪奇！フランケンシュタイン) — Toei Animation, 1981 — ANN                              |                                          |              |                                          |
| Frankensteins Monster | Ozon Entertainment                       |              | Svenskt tal                              |
| Fruits Basket (JP: フルーツバスケット) — Studio Deen, 2001 — ANN                                                          |                                          |              |                                          |
| Manga Mania, Hela avsnitt av Ragnarök, Fruits Basket, Berserk och Silver Fang                                             | Noble Entertainment / Audvid AB          |              | Japanskt tal, svensk text?               |
| Fruits Basket - Hela serien                                                                                               | Noble Entertainment / Pan Vision         | 2007         | Japanskt tal, svensk text                |
| Fruits Basket 2 | Noble Entertainment                      | 2006         | Japanskt tal, svensk text                |
| Fruits Basket 3 | Noble Entertainment / Pan Vision         | 2006         | Japanskt tal, svensk text                |
| Fruits Basket 5 | Noble Entertainment / Pan Vision         | 2006         | Japanskt tal, svensk text                |
| Fruits Basket 6 | Noble Entertainment / Pan Vision         | 2006         | Japanskt tal, svensk text                |
| Galaxy Express 999 (JP: 銀河鉄道999) — Toei Animation, 1978 — ANN                                                         |                                          |              |                                          |
| Galaxy Express 999 | Wendros                                  |              | Svensk tal                               |
| Galaxy Express 999 Del 2                                                                                                  | Cartoon/Wendros                          |              | Svensk tal                               |
| Galaxy Express 999 Del 2                                                                                                  | Cartoon/Wendros                          |              | Svensk tal                               |
| Galaxy Express 999 Del 3                                                                                                  | Cartoon/Wendros                          |              | Svensk tal                               |
| Galaxy Express 999 Del 4                                                                                                  | Cartoon/Wendros                          |              | Svensk tal                               |
| Galaxy Express 999 Del 5 Slutet                                                                                           | Cartoon/Wendros                          |              | Svensk tal                               |
| Galaxy Express - Biljetten till evigt liv, del 1-5                                                                        | Ozon Media AB                            |              | Svensk tal                               |
| Georgie (JP: レディジョージィ) — TMS, 1983 — ANN                                                                          |                                          |              |                                          |
| Georgie - Det försvunna armbandet                                                                                         | Ozon Media AB                            |              | Svenskt tal                              |
| Georgie och hennes vänner - del 2                                                                                         | VCM/Cartoon                              |              | Svenskt tal                              |
| Grand Prix (JP: アローエンブレム・グランプリの鷹) — Toei, 1977 — ANN                                                      |                                          |              |                                          |
| Grand Prix del 1 | Cartoon / Wendros                        |              | Svenskt tal                              |
| Grand Prix del 2 | Cartoon / Wendros                        |              | Svenskt tal                              |
| Grand Prix del 3 | Cartoon / Wendros                        |              | Svenskt tal                              |
| Grand Prix del 4 | Cartoon / Wendros                        |              | Svenskt tal                              |
| Grand Prix del 1 | Filmkonsult / Ozon Media                 |              | Svenskt tal                              |
| Grand Prix del 2 | Filmkonsult / Ozon Media                 |              | Svenskt tal                              |
| Gungrave (JP: ガングレイヴ) — Madhouse, 2003 — ANN                                                                        |                                          |              |                                          |
| Animefeber 2007 | Noble Entertainment                      | 2007         | Japanskt tal, svensk text?               |
| Hamtaro - Små hamstrar, stora äventyr (JP: とっとこハム太郎) — Shogakukan / TMS, 2000 — ANN                               |                                          |              |                                          |
| Hamtaro - Små hamstar, stora äventyr 1                                                                                    | Nordisk Film AB                          | 2004?        | Svenskt tal                              |
| Hamtaro - Små hamstar, stora äventyr 2                                                                                    | Nordisk Film AB                          | 2004?        | Svenskt tal                              |
| Hamtaro - Små hamstar, stora äventyr 3                                                                                    | Nordisk Film AB                          | 2004?        | Svenskt tal                              |
| Hamtaro - Små hamstar, stora äventyr 4                                                                                    | Nordisk Film AB                          | 2004?        | Svenskt tal                              |
| Hamtaro - Små hamstar, stora äventyr 5                                                                                    | Nordisk Film AB                          | 2004?        | Svenskt tal                              |
| Hamtaro - Små hamstar, stora äventyr 6                                                                                    | Nordisk Film AB                          | 2004?        | Svenskt tal                              |
| Helen Keller (JP: ヘレン·ケラー物語 愛と光の天使) — TV Asahi, 1981 — ANN                                                  |                                          |              |                                          |
| Helen Keller | Cartoon/Wendros                          |              | Svenskt tal                              |
| Jakten på Skattkammarön (JP: どうぶつ宝島) — Toei Animation, 1971 — ANN                                                   |                                          |              |                                          |
| Jakten på Skattkammarön                                                                                                   | Independent Video                        | 1999         | Svenskt tal                              |
| Jakten på Skattkammarön                                                                                                   | Cartoon/Wendros                          |              | Svenskt tal                              |
| Jakten på Skattkammarön                                                                                                   | Zoron Media AB                           |              | Svenskt tal                              |
| Jungle Boy Keniya (JP: 少年ケニヤ) — Kadokawa / Toei, 1984 — ANN                                                          |                                          |              |                                          |
| Jungle Boy Keniya | NM International                         |              | Engelskt tal, svensk text                |
| Jungle Boy Keniya | Westcon Home Video                       |              | Engelskt tal, svensk text                |
| Ken - Rättvisans Kämpe (JP: 北斗の拳) — Toei Animation, 1984 — ANN                                                        |                                          |              |                                          |
| Ken - The Great Bearfist                                                                                                  | Ozon Media AB                            |              | Svenskt tal                              |
| Kikis Expressbud (JP: 魔女の宅急便) — Ghibli, 1989 — ANN                                                                  |                                          |              |                                          |
| Kikis Expressbud | Pan Vision                               | 2007         | Japanskt tal & svenskt tal, svensk text  |
| Kul i Plugget (JP: 陽あたり良好!) — Group TAC, 1987 — ANN                                                                 |                                          |              |                                          |
| Kul i Plugget | Cartoon/Wendros                          | 1988         | Svensk tal, svensk text                  |
| Lady Lady! (JP: レディ レディ!!) — Toei Animation, 1987 — ANN                                                             |                                          |              |                                          |
| Lady Lady! | Cartoon/Wendros                          | 1988         | Svenskt tal, svensk text                 |
| Lady Lady! del 2 | Cartoon/Wendros                          |              | Svenskt tal, svensk text                 |
| Lady Lady! 1-2 | Zoron Media AB                           |              | Svenskt tal                              |
| Lady Oscar (JP: ベルサイユのばら) — TMS, 1979 — ANN                                                                       |                                          |              |                                          |
| Lady Oscar | Wendros / Cartoon                        |              |                                          |
| Lady Oscar 2 | Wendros / Cartoon                        |              |                                          |
| Lady Oscar - Flickan Oscar Föds                                                                                           | Ozon Entertainment                       |              | Svenskt tal                              |
| Lady Oscar måste välja sida                                                                                               | Ozon Entertainment                       |              | Svenskt tal                              |
| Lady Oskar del 2 | Wendros / Cartoon                        |              | Svenskt tal, svensk text                 |
| Leda (JP: 幻夢戦記レダ) — Kaname Production, 1985 — ANN                                                                   |                                          |              |                                          |
| Leda | Cartoon / Wendros                        |              | Svenskt tal                              |
| Legend of the Millennium Dragon (JP: 鬼神伝) — Studio Pierrot, 2011 — ANN                                                 |                                          |              |                                          |
| Legend of the Millennium Dragon                                                                                           | Sony Pictures Home Entertainment         |              | Japanskt tal, svensk text                |
| Legenden om Snövit & de sju dvärgarna (JP: 白雪姫の伝説) — Tatsunoko, 1994 — ANN                                          |                                          |              |                                          |
| Legenden om Snövit & de sju dvärgarna del 1                                                                               | Cartoon / Ozon Entertainment             |              | Svenskt tal                              |
| Legenden om Snövit & de sju dvärgarna del 2                                                                               | Cartoon / Wendros                        |              | Svenskt tal                              |
| Legenden om Snövit & de sju dvärgarna                                                                                     | Cartoon / Wendros / Ozon Media           |              | Svenskt tal                              |
| Love Hina (JP: ラブ ひな) — Xebec, 2000 — ANN                                                                             |                                          |              |                                          |
| Love Hina 1 | Noble Entertainment                      | 2005         | Japanskt tal, svensk text                |
| Love Hina 2 | Noble Entertainment                      |              | Japanskt tal, svensk text                |
| Love Hina 5 | Noble Entertainment                      |              | Japanskt tal, svensk text                |
| Love Hina 6 | Noble Entertainment                      |              | Japanskt tal, svensk text                |
| Lupin the 3rd (JP: ルパン三世) — Tokyo Movie, 1971 — ANN                                                                  |                                          |              |                                          |
| Lupin the 3rd - Vad är Goemon?                                                                                            | Pan Vision                               | 2011         | Japanskt tal, svensk text                |
| Lupin the 3rd - Trollkarlen Paikal                                                                                        | Pan Vision                               | 2011         | Japanskt tal, svensk text                |
| Macross Plus (JP: マクロスプラス) — Studio Nue, 1994 — ANN                                                                |                                          |              |                                          |
| Macross Plus | Emina                                    | 2005         | Japanskt & engelskt tal, svensk text     |
| Moldiver (JP: モルダイバー) — AIC, 1993 — ANN                                                                             |                                          |              |                                          |
| Moldiver 1 | Wendros                                  |              | Svensk text, japanskt tal                |
| Moldiver 2 | Wendros                                  |              | Svensk text, japanskt tal                |
| Moldiver 2 | Ozon Media AB                            |              | Svensk text, japanskt tal                |
| Mumintrollet & hans Vänner: Kometen Kommer (JP: ムーミン谷の彗星) — Telescreen Japan / Telecable Benelux B.V., 1992 — ANN |                                          |              |                                          |
| Mumintrollet & hans Vänner: Kometen Kommer                                                                                | Sandrew Metronome                        |              | Svenskt tal                              |
| Mästerkatten i vilda västern (JP: ながぐつ三銃士) — Toei Animation, 1972 — ANN                                            |                                          |              |                                          |
| Mästerkatten i Vilda Västern                                                                                              | Cartoon/Wendros                          | 1987         | Svenskt tal                              |
| Mästerkatten i Vilda Västern                                                                                              | VideoRama                                |              | Svenskt tal                              |
| Mästerkatten i Vilda Västern                                                                                              | Zoron Media AB                           |              | Svenskt tal                              |
| Nadia från de mystiska haven (JP: ふしぎの海のナディア 劇場用オリジナル版) — Gainax, 1991 — ANN                           |                                          |              |                                          |
| Nadia från de mystiska haven                                                                                              | Ozon Media AB / Sandrew Metronome        | 2005         | Japanskt tal, svensk text                |
| 4-tal i animé | Ozon Media AB / Sandrew Metronome        |              | Japanskt tal, svensk text                |
| Nemos äventyr i drömmarnas land (JP: ニモ) — TMS, 1989 — ANN                                                              |                                          |              |                                          |
| Nemos äventyr i drömmarnas land                                                                                           | Scanbox Sweden AB                        |              | Svenskt tal                              |
| När Marnie var där (JP: 思い出のマーニー) — Ghibli, 2014 — ANN                                                            |                                          |              |                                          |
| När Marnie var där | Studio S / Triart Film                   | 2016-12-05   | Japanskt & svenskt tal, svensk text      |
| När Marnie var där | Studio S / Triart Film                   | 2016-12-05   | Japanskt tal, svensk text                |
| Onkel Toms stuga (JP: ) — , —                                                                                             |                                          |              |                                          |
| Onkel Toms stuga | PRT Electronic AB                        |              | Svenskt tal                              |
| Onkel Toms Stuga | Super Film & Video AB                    |              | Svensk tal                               |
| Pandora - The Great Erotic Story (JP: くりいむレモン or くりぃむレモン ???) — ???, ??? — ANN SMDB                         |                                          |              |                                          |
| Pandora 1+2 | N.M. International                       |              |                                          |
| Pandora - The Great Erotic Story No 1 - The Dark Forest                                                                   | N.M. International                       |              | Svensk text, engelskt tal                |
| Phantom Quest Corp. (JP: 幽幻怪社) — Madhouse, 1994 — ANN                                                                 |                                          |              |                                          |
| Phantom Quest Corp. Del 1                                                                                                 | Ozon Media AB                            |              | Japanskt tal, svensk text                |
| Phantom Quest Corp. Del 2                                                                                                 | Ozon Media AB                            |              | Japanskt tal, svensk text                |
| Pinocchio (JP: まんが世界昔ばなし) — Madhouse, 1976 —                                                                     |                                          |              |                                          |
| Pinocchio | PRT Electronic AB                        |              | Svenskt tal                              |
| Pokémon (JP: ポケットモンスター) — OLM inc, 1997 — ANN                                                                    |                                          |              |                                          |
| Pokémon - Nödläge | 4vision                                  | 2000         | Svenskt tal                              |
| Pokémon - Samurajens utmaning                                                                                             | 4vision                                  | 2000         | Svenskt tal                              |
| Pokémon - Dusten i Pewter City                                                                                            | 4vision                                  | 2000         | Svenskt tal                              |
| Pokémon - Vägen till Pokémon-ligan                                                                                        | 4vision                                  | 2000         | Svenskt tal                              |
| Pokémon - Den Hårda skolan                                                                                                | 4vision                                  | 2000         | Svenskt tal                              |
| Pokémon - Squirtlarna slår till                                                                                           | 4vision                                  | 2000         | Svenskt tal                              |
| Pokémon - Pokémon lider skeppsbrott                                                                                       | 4vision                                  | 2000         | Svenskt tal                              |
| Pokémon - Spöket på Jungfruklippan                                                                                        | 4vision / Sandrew Metronome              | 2001         | Svenskt tal                              |
| Pokémon - Abra och hjärnduellen                                                                                           | 4vision / Sandrew Metronome              | 2001         | Svenskt tal                              |
| Pokémon - Haunter mot Kadabra                                                                                             | 4vision / Sandrew Metronome              | 2001         | Svenskt tal                              |
| Pokémon - Det luktar Pokémon!                                                                                             | 4vision / Sandrew Metronome              | 2001         | Svenskt tal                              |
| Pokémon - Sprakande Magnemite                                                                                             | 4vision / Sandrew Metronome              | 2001         | Svenskt tal                              |
| Pokémon Advanced - Trubbel i Hoenn                                                                                        | SF                                       | 2004         | Svenskt tal                              |
| Pokémon Master Quest - Oavgjort!                                                                                          | SF                                       | 2004         | Svenskt tal                              |
| Pokémon Master Quest - En ny resa                                                                                         | SF                                       | 2004         | Svenskt tal                              |
| Pokémon 2 - Ensam är stark (JP: 劇場版ポケットモンスター 幻のポケモン ルギア爆誕) — OLM inc, 1999 — ANN                   |                                          |              |                                          |
| Pokémon 2 - Ensam är stark                                                                                                | Warner Home Video                        | 2000         | Svenskt tal                              |
| Pokémon 3: Unowns Förtrollning (JP: 劇場版ポケットモンスター 結晶塔の帝王 ENTEI) — OLM inc, 2000 — ANN                    |                                          |              |                                          |
| Pokémon 3: Unowns Förtrollning                                                                                            | Warner Home Video                        | 2001         | Svenskt tal                              |
| Pokémon 4Ever (JP: 劇場版ポケットモンスター セレビィ 時を越えた遭遇（であい）) — OLM inc, 2001 — ANN                      |                                          |              |                                          |
| Pokémon: Mewtwo återkomsten                                                                                               | Miramax Home Entertainment               | 2002         | Svenskt tal                              |
| Pokémon Filmen (JP: 劇場版ポケットモンスター ミュウツーの逆襲) — OLM inc, 1997 — ANN                                      |                                          |              |                                          |
| Pokémon Filmen - Mewto mot Mew                                                                                            | Warner Home Video                        | 2000         | Svenskt tal                              |
| Pokémon Filmen - Mewto mot Mew                                                                                            | Warner Home Video                        | 2000         | Svenskt tal                              |
| Pokémon: Mewtwo återkomsten (JP: ポケットモンスター ミュウツー! 我ハココニ在リ) — OLM inc, 2000 — ANN                     |                                          |              |                                          |
| Pokémon: Mewtwo återkomsten                                                                                               | Warner Home Video / Sandrew Metronome    | 2000         | Svenskt tal                              |
| Ragnarök (JP: Ragnarok the Animation) — Gonzo / G&G Entertainment, 2004 — ANN                                             |                                          |              |                                          |
| Manga Mania, Hela avsnitt av Ragnarök, Fruits Basket, Berserk och Silver Fang                                             | Noble Entertainment / Audvid AB          |              | Japanskt tal, svensk text?               |
| Ragnarök volume 2 | Noble Entertainment / Pan Vision         | 2006         | Japanskt tal, svensk text                |
| Ragnarök volume 4 | Noble Entertainment / Pan Vision         | 2006         | Japanskt tal, svensk text                |
| Ragnarök volume 5 | Noble Entertainment / Pan Vision         | 2006         | Japanskt tal, svensk text                |
| Ragnarök volume 6 | Noble Entertainment / Pan Vision         | 2006         | Japanskt tal, svensk text                |
| Ragnarök - The complete series                                                                                            | Noble Entertainment                      | 2007         | Japanskt tal, svensk text                |
| Rai Grottpojken (JP: 原始少年リュウ) — Toei Animation, 1971 — ANN                                                         |                                          |              |                                          |
| Rai Grottpojken nr 1 | Cartoon/Wendros                          |              | Svenskt tal                              |
| Rai Grottpojken nr 1 | Cartoon/Wendros                          |              | Svenskt tal                              |
| Rai Grottpojken nr 1 | Cartoon/Ozon Entertainment               |              | Svenskt tal                              |
| Rai Grottpojken nr 2 | Cartoon/Wendros                          |              | Svenskt tal                              |
| Rai Grottpojken nr 2 | Cartoon/Ozon Entertainment               |              | Svenskt tal                              |
| Rai Grottpojken nr 3 | Cartoon/Wendros                          |              | Svenskt tal                              |
| Rai Grottpojken nr 3 | Cartoon/Ozon Entertainment               |              | Svenskt tal                              |
| Rai Grottpojken nr 4 | Cartoon/Wendros                          |              | Svenskt tal                              |
| Rai Grottpojken nr 4 | Cartoon/Wendros                          |              | Svenskt tal                              |
| Rai Grottpojken nr 4 | Cartoon / Wendros                        |              | Svenskt tal                              |
| Rai Grottpojken nr 5 | Cartoon/Wendros                          |              | Svenskt tal                              |
| Rai Grottpojken nr 5 | Cartoon / Ozon Entertainment             |              | Svenskt tal                              |
| Rai Grottpojken nr 6 | Cartoon/Wendros                          |              | Svenskt tal                              |
| Remis Äventyr (JP: 家なき子) — TMS, 1980 — ANN                                                                            |                                          |              |                                          |
| Remis Äventyr | Continental Video / Skånes Videofilm     |              | Svensk text, engelskt tal                |
| Requiem from the Darkness (JP: 巷説百物語) — TMS, 2003 — ANN                                                              |                                          |              |                                          |
| Requiem from the Darkness - Sagor ur Mörkret                                                                              | Ozon Media AB                            |              | Japanskt tal, svensk text                |
| 'Requiem from the Darkness - Sagor ur Mörkret: Människans grymhet 2'                                                      | Ozon Media AB                            |              | Japanskt tal, svensk text                |
| Rock'n Cop (JP: 未来警察ウラシマン) — Tatsunoko Productions, 1983 — ANN                                                   |                                          |              |                                          |
| Rock'n Cop 1 | Wendros                                  |              | Svenskt tal                              |
| Rymdens Elfågel (JP: 火の鳥2772 愛のコスモゾーン) — Tezuka Pro / TOHO, 1980 — ANN                                         |                                          |              |                                          |
| Rymdens Eldfågel | Svenska Walthers Video                   |              | Svensk text, ??                          |
| Sagan om prinsessan Kaguya (JP: かぐや姫の物語) — Ghibli, 2013 — ANN                                                      |                                          |              |                                          |
| Sagan om prinsessan Kaguya                                                                                                | Studio S / Triart Film / Njuta Films     | 2015-08-10   | Japanskt tal, svensk text                |
| Sailor Moon (JP: 美少女戦士セーラームーン) — Toei Animation, 1992 — ANN                                                   |                                          |              |                                          |
| Möt Sailor Moon (1) | Scanbox Sweden AB                        | 1996?        | Svenskt tal                              |
| Sailor Moon (3) | Scanbox Sweden AB                        | 1996?        | Svenskt tal                              |
| Samhällets Olycksbarn: Cossettes barndom (JP: ジャン・バルジャン物語) — Toei Animation, 1979 — ANN                        |                                          |              |                                          |
| Samhällets Olycksbarn del 1                                                                                               | PRT Elektronic                           |              | Svenskt tal                              |
| Samhällets Olycksbarn del 2                                                                                               | PRT Elektronic                           |              | Svenskt tal                              |
| Sandybell (JP: ハロー！サンディベル) — Toei, 1981 — ANN                                                                   |                                          |              |                                          |
| Sandybell | Wendros AB                               |              | Svenskt tal                              |
| Sandybell 3 | Wendros AB                               |              | Svenskt tal                              |
| Sandybell 3 | Ozon Media AB                            |              | Svenskt tal                              |
| Sandybell 4 | Ozon Media AB                            |              | Svenskt tal                              |
| Sandybell 6 | Wendros AB                               |              | Svenskt tal                              |
| Sandybell 8 | Cartoon / Ozon Media AB                  |              | Svenskt tal                              |
| Sandybell 9 | Cartoon / Wendros AB                     |              | Svenskt tal                              |
| Sandybell 10 | Cartoon / Wendros AB                     |              | Svenskt tal                              |
| Sandybell | Videopocketklubben                       |              | Svenskt tal                              |
| School Rumble (JP: スクールランブル) — Studio Comet, 2004 — ANN                                                           |                                          |              |                                          |
| Animefeber 2007 | Noble Entertainment                      | 2007         | Japanskt tal, svensk text?               |
| Sherlock Hund (JP: 名探偵ホームズ) — TMS / RAI, 1984 — ANN                                                                |                                          |              |                                          |
| Sherlock Hund | Studio S                                 | 2012-09-19   | Japanskt tal, svensk text                |
| Silver Fang (JP: 銀牙 -流れ星 銀-) — Toei Animation, 1986 — ANN                                                           |                                          |              |                                          |
| Manga Mania, Hela avsnitt av Ragnarök, Fruits Basket, Berserk och Silver Fang                                             | Noble Entertainment / Audvid AB          |              | Japanskt tal, svensk text?               |
| Ragnarök |                                          |              |                                          |
| Fruits Baskets |                                          |              |                                          |
| Berserk |                                          |              |                                          |
| Skogsfamiljerna (JP: シルバニアファミリー) — TMS, 1986 —                                                                  |                                          |              |                                          |
| Skogsfamiljerna - Borta bra men hemma bäst...                                                                             | Collage Entertainment AB                 | 1990         | Svenskt tal                              |
| Skogsfamiljerna | Collage Entertainment AB                 | 1989         | Svenskt tal                              |
| Skriet från Vildmarken (JP: アニメ野性のさけび) — Wako, 1982 — ANN                                                        |                                          |              |                                          |
| Skriet från Vildmarken | Cartoon                                  |              | Svenskt tal                              |
| Sonic X (JP: ソニックX) — TMS, 2003 — ANN                                                                                 |                                          |              |                                          |
| Sonic X Volume 1 | Company of Kids / Fox Kids               |              | Svenskt tal                              |
| Sonic X Volume 9 | Company of Kids / Fox Kids               | 2007         | Svenskt tal                              |
| Sonic X - Två filmer (del 1 & 2)                                                                                          | Musikservice                             | 2009         | Svenskt tal                              |
| Sonic X - Två filmer (del 3 & 4)                                                                                          | Musikservice                             | 2009         | Svenskt tal                              |
| Sonic X - Två filmer (del 5 & 6)                                                                                          | Musikservice                             | 2009         | Svenskt tal                              |
| Sonic X - Två filmer (del 7 & 8)                                                                                          | Musikservice                             | 2009         | Svenskt tal                              |
| Space Warriors Baldios (JP: 宇宙戦士バルディオス) — Kokusai Eigasha / Production Reed, 1981 — ANN                         |                                          |              |                                          |
| Space Warriors Baldios | NM International                         |              | Svenskt text, engelskt tal               |
| Space Warriors Baldios | Westcon Home Video                       |              | Svenskt text, Engelskt tal               |
| Spirited Away (JP: 千と千尋の神隠し) — Ghibli, 2001 — ANN                                                                 |                                          |              |                                          |
| Spirited Away | Sandrew Metronome                        |              | Svenskt tal                              |
| Spirited Away | Pan Vision                               | 2007         | Japanskt tal & svenskt tal, svensk text  |
| Spirited Away | Studio S / TriArt Film                   | 2016-02-22   | Japanskt tal & svenskt tal, svensk text  |
| Spirited Away | Studio S / TriArt Film                   | 2016-02-22   | Japanskt tal & svenskt tal, svensk text  |
| Starzinger (JP: SF西遊記スタージンガー) — Toei Animation, 1978 — ANN                                                      |                                          |              |                                          |
| Starzinger del 1 | Ozon Media AB                            |              | Svensk tal                               |
| Starzinger del 2 | Ozon Media AB                            |              | Svensk tal                               |
| Starzinger del 3 | Ozon Entertainment                       |              | Svensk tal                               |
| Starzinger del 4 | Ozon Entertainment                       |              | Svensk tal                               |
| Starzinger del 5 | Ozon Entertainment                       |              | Svensk tal                               |
| Starzinger del 6 | Ozon Entertainment                       |              | Svensk tal                               |
| Starzinger del 1 | Wendros                                  |              | Svensk tal                               |
| Starzinger del 2 | Wendros                                  |              | Svensk tal                               |
| Starzinger del 3 | Wendros                                  |              | Svensk tal                               |
| Starzinger del 4 | Cartoon ?                                |              | Svensk tal                               |
| Starzinger del 5 | Cartoon ?                                |              | Svensk tal                               |
| Starzinger del 6 | Cartoon ?                                |              | Svensk tal                               |
| Steamboy (JP: ) — , 2004 — ANN                                                                                            |                                          |              |                                          |
| Steamboy | Sony Pictures Home Entertainment         |              | Japanskt Tal?, svensk text               |
| Stjärnsheriffen (JP: 星銃士ビスマルク) — Studio Pierrot, 1984 — ANN                                                       |                                          |              |                                          |
| Saber Rider Stjärnsheriffen                                                                                               | Cartoon / Wendros AB                     |              | Svenskt tal                              |
| Stjärnsheriffen - Fyrklövern                                                                                              | Cartoon / Wendros AB                     |              | Svenskt tal                              |
| Stjärnsheriffen och de laglösa                                                                                            | Cartoon / Wendros AB                     |              | Svenskt tal                              |
| Submarine 707R (JP: サブマリン707R) — Group TAC, 2003 — ANN                                                               |                                          |              |                                          |
| 4-tal i animé | Ozon Media AB / Sandrew Metronome        |              | Japanskt tal, svensk text                |
| Superbook (JP: アニメ 親子劇場) — Tatsunoko, 1981 — ANN                                                                   |                                          |              |                                          |
| Superbook - Böckernas bok 1                                                                                               | Good News Media                          |              | Svenskt tal                              |
| Superbook - Böckernas bok 2                                                                                               | Good News Media                          |              | Svenskt tal                              |
| Superbook - Böckernas bok 3                                                                                               | Good News Media                          |              | Svenskt tal                              |
| Superfamiljen (JP: きまぐれオレンジ☆ロード) — Studio Pierrot, 1987 — ANN                                                  |                                          |              |                                          |
| Superfamiljen 1 | Wendros / Cartoon                        |              | Svenskt tal                              |
| Superfamiljen 1 | Ozon Entertainment                       |              | Svenskt tal                              |
| Superfamiljen 2 | Wendros / Cartoon                        |              | Svenskt tal                              |
| Superfamiljen 2 | Ozon Entertainment                       |              | Svenskt tal                              |
| Superfamiljen 3 | Wendros / Cartoon                        |              | Svenskt tal                              |
| Superfamiljen 4 | Wendros / Cartoon                        |              | Svenskt tal                              |
| Svansjön (JP: 世界名作童話 白鳥の湖) — Toei Animation, 1981 — ANN                                                         |                                          |              |                                          |
| Svan Sjön | Cartoon/Wendros                          | 1990         | Svenskt tal                              |
| Techno Police (JP: テクノポリス21C) — Artmic, 1982 — ANN                                                                  |                                          |              |                                          |
| Techno Police | Frekvensia GeTe AB                       |              | Svensk text, engelskt tal                |
| Teskedsgumman (JP: スプーンおばさん) — Studio Pierrot, 1983 — ANN                                                         |                                          |              |                                          |
| Teskedsgumman: Skönhetstävlingen                                                                                          | Carlton Video                            | 1995         | Svenskt tal                              |
| Teskedsgumman: Barnvakt                                                                                                   | Carlton Video / Independent Video        | 1995         | Svenskt tal                              |
| Teskedsgumman: Oj, jag har krympt!                                                                                        | Independent Video / Panvision            | 1997         | Svenskt tal                              |
| The Sky Crawlers (JP: スカイ·クロラ) — Production I.G, 2008 — ANN                                                         |                                          |              |                                          |
| The Sky Crawlers | Pan Vision                               | 2010         | Japanskt tal, svensk text                |
| Tigermasken (JP: タイガーマスク) — Toei Animation, 1970 — ANN                                                             |                                          |              |                                          |
| Tigermasken | Ozon Entertainment                       |              | Svenskt tal                              |
| Tigermasken | Cartoon                                  |              |                                          |
| Tigermasken | Ozon Media                               |              |                                          |
| Tjejligan (JP: ガルフォース) — Artmic / AIC, 1986 — ANN                                                                   |                                          |              |                                          |
| Tjejligan | Ozon Entertainment                       |              | Svenskt tal                              |
| Gal Force? | Cartoon ?                                |              |                                          |
| Tom Sawyers äventyr (JP: ) — , —                                                                                          |                                          |              |                                          |
| Tom Sawyers äveentyr | PRT Electronic AB                        |              | Svenskt tal                              |
| Toward the Terra - Kampen om Jorden (JP: 地球へ…) — Toei Animation, 1980 — ANN                                            |                                          |              |                                          |
| Toward the Terra - Kampen om Jorden                                                                                       | Ozon Entertainment                       |              | Svenskt tal                              |
| Toward the Terra? | Cartoon ?                                |              |                                          |
| Tummelisa (JP: おやゆび姫物語) — Enoki Films, 1992 — ANN                                                                  |                                          |              |                                          |
| Tummelisa | Cartoon / Trix Films                     |              | Svenskt tal                              |
| Tummelisa | Trix Videofilmer                         |              | Svenskt tal                              |
| Ulysses 31 (JP: ユリシーズ31) — TMS, 1981 — ANN                                                                           |                                          |              |                                          |
| Ulysses 31 - 1. Gudarnas förbannelse, 2. Planet ur kurs                                                                   | Skandinaviskt Press AB                   | 1981?        | Svenskt tal                              |
| Ulysses 31 - 3. Sisyphos - Den eviga förbannelsen, 4. Metallblommornas angrepp                                            | Skandinaviskt Press AB                   | 1981?        | Svenskt tal                              |
| Ulysses 31 - 9. Fällan, 10. Farligt spel                                                                                  | Skandinaviskt Press AB                   | 1981?        | Svenskt tal                              |
| Uppe på vallmokullen (JP: コクリコ坂から) — Ghibli, 2011 — ANN                                                            |                                          |              |                                          |
| Uppe på vallmokullen | Studio S / Triart Film                   | 2013-05-08   | Japanskt tal, svensk text                |
| WEED - Silver Fangs son (JP: 銀牙伝説ウィード) — Studio Deen, 2005 — ANN                                                  |                                          |              |                                          |
| WEED - Silverfangs son 1                                                                                                  | Zoron Media AB                           | 2015         | Japanskt tal, svensk text                |
| WEED - Silverfangs son 2                                                                                                  | Zoron Media AB                           | 2015         | Japanskt tal, svensk text                |
| WEED - Silverfangs son 3                                                                                                  | Zoron Media AB                           | 2015         | Japanskt tal, svensk text                |
| WEED - Silverfangs son 4                                                                                                  | Zoron Media AB                           | 2015         | Japanskt tal, svensk text                |
| WEED - Silverfangs son | Zoron Media AB / Audvid AB               | 2012         | Japanskt tal, svensk text                |
| WEED - Silverfangs son 1 - Legenden fortsätter...                                                                         | Ozon Media AB                            | 2006         | Japanskt tal, svensk text                |
| WEED - Silverfangs son 2 - Det nya hotet...                                                                               | Ozon Media AB                            | 2006         | Japanskt tal, svensk text                |
| WEED - Silverfangs son 3 - Bortom bojorna...                                                                              | Ozon Media AB                            | 2006         | Japanskt tal, svensk text                |
| WEED - Silverfangs son 4 - evig stolthet...                                                                               | Ozon Media AB                            | 2006         | Japanskt tal, svensk text                |
| WEED - Silverfangs son 5 - Sirius flygande huggtand...                                                                    | Ozon Media AB                            | 2006         | Japanskt tal, svensk text                |
| WEED - Silverfangs son 6 - Vinterstrid...                                                                                 | Ozon Media AB                            | 2006         | Japanskt tal, svensk text                |
| WEED - Silverfangs son 7 - Far och son...                                                                                 | Ozon Media AB                            | 2006         | Japanskt tal, svensk text                |
| WEED - Silverfangs son 8 - Striden vid Tvillingpasset...                                                                  | Ozon Media AB                            | 2006         | Japanskt tal, svensk text                |
| Äventyrsskogen (JP: メイプルタウン物語) — Toei Animation, 1986 — ANN                                                      |                                          |              |                                          |
| Äventyrsskogen del 3 | VCM                                      |              | Svensk tal                               |
| Åskbåten (JP: 宇宙空母ブルーノア) — Office Academy, 1979 — ANN                                                            |                                          |              |                                          |
| Åskbåten Anfaller | Film Factory AB                          | 1996         | Svensk tal                               |
| Åskbåten Nödläge N9 Bermuda                                                                                               | Film Factory AB                          |              | Svensk tal                               |
| Åskbåten Stridsfortet | Film Factory AB                          | 1998         | Svensk tal                               |
| Åskbåten del 5 | Prisma Film                              |              | Svensk tal                               |
| Åskbåten del 6 | Prisma Film                              |              |                                          |

## Stavning
Det har debatterats huruvida anime som lånord bör stavas med accenttecken ("animé"). Detta är ett engelskt (och franskt) system för att hindra uttal med stumt slut-e i japanska ord, som även spridits till andra japanska lånord i väst (sake, ibland stavat "saké" av samma anledning). Ordet "anime" uttalas dock utan långt slut-e, så en stavning med accent kan förvirra folk som är vana vid uttal av ord som "entré" och "europé". Stavningen "anime" följer japanernas eget sätt att transkribera japanska tecken till latinska språk (se romaji).